# Renegát
Renegát (vzniklo přes španělské renegado ze středověkého latinského termínu renegatus, „popírač“) je středověký pojem pro křesťana odpadlého od víry nebo pro rytíře bez lenního pána. Ve druhém významu tedy šlo o evropskou obdobu japonského rónina. Především ve Středomoří a v době křížových výprav byli jako renegáti nazýváni rytíři, kteří konvertovali k islámu a bojovali proti dřívějším spojencům.
V moderní době se používá jako synonymum odpadlíka, přeběhlíka, zrádce. Známým příkladem je Leninova kniha Proletářská revoluce a renegát Kautsky. V USA je symbolem přeběhlictví a zrady Benedict Arnold. Jiným případem je problematika členů a bývalých členů nových náboženských hnutí.